# 国民突撃銃
国民突撃銃（こくみんとつげきじゅう、ドイツ語：Volkssturmgewehr, VG （フォルクス・シュトゥアム・ゲヴェーア））は、第二次世界大戦末期にナチス・ドイツによって開発された簡易小銃の総称である。
多くの関連書類が敗戦時に処分され、銃自体の現存数も少ないため、国民突撃銃については不明な点も多い。また、制式名称が与えられていなかったこともあり、これらの銃は様々に呼ばれた。例えば、特によく知られるグストロフ社製の7.92x33mm簡易自動小銃は、Selbstladegewehr（自動装填小銃）、Selbstladekarabiner（自動装填騎銃）、Volkssturmgewehr 1-5（国民突撃銃 1-5）、Volkssturm-Maschinenpistole45（国民突撃短機関銃45）、Gustloffvolkssturmgewehr（グストロフ国民突撃銃）、Volkssturm-Selbstladegewehr, Gustloff-Werke（グストロフ製国民突撃自動装填小銃）、Selbstlader mit Kurzpatrone 44（44年式短小弾自動装填銃）、Versuchsgerät 1-5（実験機材1-5）などと呼ばれた。戦後は総称として国民突撃銃という語が用いられることが多い。

## 簡易武装計画（Primitiv-Waffen-Programm）
1944年末、第二次世界大戦も終盤に差し掛かり、東部戦線及び西部戦線での大敗を繰り返すナチス・ドイツの敗色は濃厚になりつつあった。それでもなお抵抗を続けるべく、1944年9月25日には総統命令の元に国民突撃隊（Volkssturm）が設立され、ドイツ国民の大多数が動員された。しかし、各戦線での敗北と共に装備品の喪失も増大していた。国防軍や武装親衛隊の正規部隊ですら慢性的な装備不足に陥る中、雑多な鹵獲銃や旧式銃をかき集めてでさえ国民突撃隊を武装するために十分な銃器など既に残されていなかった。このため、簡易武装計画（Primitiv-Waffen-Programm）が発動されたのである。この計画では目下の需要を満たすべく、短期間で大量に生産できる武装が要求された。
多くの企業が参加し、7.92x57mmモーゼル弾または7.92x33mm弾を用いる各種簡易小銃が開発された。設計された簡易小銃は国民突撃銃（Volkssturm-Gewehr, VG）あるいは国民銃（Volksgewehr）と総称され、ボルトアクション式小銃と自動小銃が混在していた。1944年11月、総統アドルフ・ヒトラーに対するデモンストレーションが行われた。ヒトラーは各種VGのうち、弾倉を備えない単発式のものの採用を却下すると共に、弾倉容量は10発程度が好ましいとして、7.92x33mm銃ではStG44突撃銃用30連発弾倉を用いるべきではないという見解を述べた。グストロフ製自動小銃については酷評しており、高価で製造コストがStG44と同程度である上、弾薬消費が激しいことなどを批判した。
第三帝国の崩壊を前に、ドイツ全土の通信連絡は寸断され、既に組織だった生産体制を整える事など不可能となっていた。最終的に、各地の大管区指導者たちは地域ごとに独自の武装生産を行わせる事になる。そのため、各VGの最終的な生産数は全く不明だが、実際に使用されたものが少数ながら現存している。

## VG-1、VG-2、VG-3、VG-5

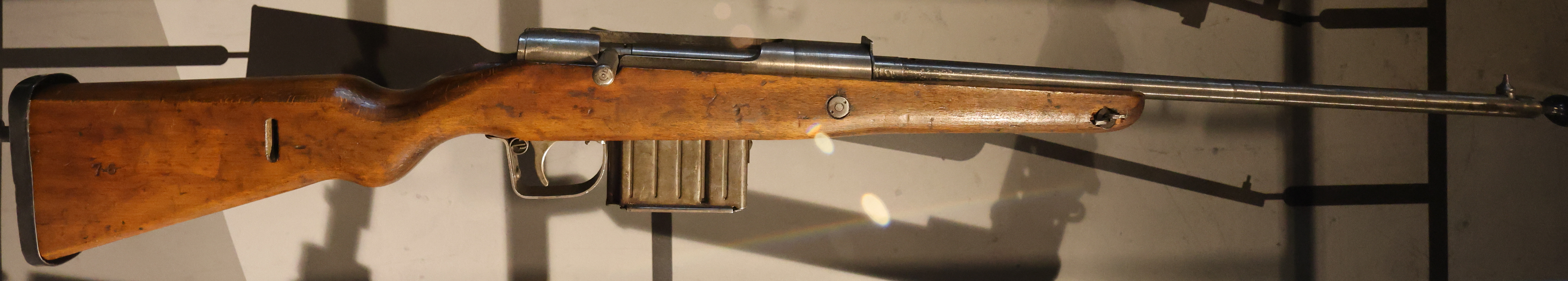
VG-1

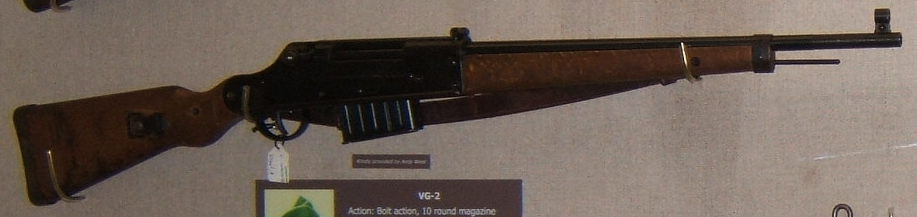
VG-2

VG-1は、ワルサー社が設計したVGである。原始的な回転式ボルトアクション方式小銃である。機関部は棒材から削り出された粗雑なもので、前方に2つのロッキングラグを備え、ボルトハンドル自体が3つ目のラグの役割を兼ねる。トリガーメカニズムの部品は全てプレス加工によって成形されている。安全装置も非常に簡易なもので、用心鉄に固定されたプレス加工鋼のレバーが引き金の後ろにあるのみである。安全状態では、このレバーによって引き金の動きが阻害される。解除する際には単にレバーを側面へ起こすのである。銃床は入手可能なあらゆる木材から成形されたもので、表面処理は粗雑だった。至近での射撃のみを想定した固定式照準器を備えていた。銃身はあらゆる銃器のものが流用された。給弾にはG43自動小銃用の着脱式箱型弾倉が用いられた。製造は複数の企業で行われ、製造元によって細部の設計に差が見られる。戦後の推定によれば、VG-1を量産した場合の1丁あたりのコストは5ドル以下とされた。
VG-2は、シュプレーヴェルク社が設計したVGで、VG-1と類似の機能を備えたボルトアクション式小銃である。ボルトアクション方式小銃としては珍しく、プレス加工によって成形された機関部を備えた。銃身には空軍が保有した余剰の機関銃用銃身が流用された。弾倉はG43用のものが使用できた。VG-1およびVG-2は、弾倉を交換することはできたものの、挿弾子を使うことはできなかったので、国民突撃隊員には予備の弾倉が支給されなくなると、射撃の際に弾倉を取り外し1発ずつ手作業で装填を行わなければならなかった。
VG-3あるいはVG45は、ラインメタル社が設計したVGで、7.92x33mm弾を使用するボルトアクション式小銃である。VG-1および2と異なり、VG-3は制式採用には至っていないものの、2万5,000丁分の発注が行われた記録がある。ただし、製造工場が爆撃によって破壊されたため、本格的な生産は行われなかった。また、エルマヴェルケでもVG-3と概ね同型の7.92x33mm弾仕様のVGが設計されていたが、極めて少数の試作品のみ確認されている。
VG-5あるいはVK-98（Volkssturm-Karabiner 98）は、ステアー社が設計したVGで、非常に単純化された単発式ボルトアクション式小銃である。Gew98と同等の機関部を使用してはいたものの、内蔵弾倉を備えておらず、射撃ごとに1発ずつ薬室へ銃弾を装填しなければならなかった。銃身はGew98のほか、加工した余剰の機関銃用銃身なども用いられた。照準器は固定式で、安全装置も備えていなかった。

## グストロフ社の国民突撃銃

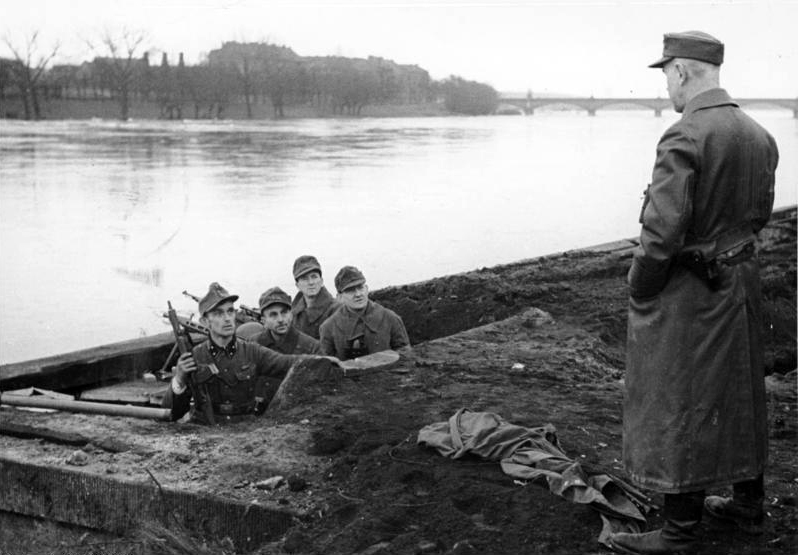
オーデル川付近で陣地構築を行う国民突撃隊の兵士。左の兵士がグストロフ特殊国民突撃銃を手にしている。

一方、グストロフ社では、1944年の簡易武装計画に基づく国民突撃銃として、自動小銃を設計した。設計責任者はグストロフ社のカール・バルニツケ技師（Karl Barnitzke）である。VG-45の生産は1945年1月から終戦まで続き、およそ1万挺ほどが製造されたとされる。
この小銃はSelbstladegewehr（自動装填小銃）、Selbstladekarabiner（自動装填騎銃）、Volkssturmgewehr 1-5（国民突撃銃 1-5）、Volkssturm-Maschinenpistole45（国民突撃短機関銃45）、Gustloffvolkssturmgewehr（グストロフ国民突撃銃）、Volkssturm-Selbstladegewehr, Gustloff-Werke（グストロフ製国民突撃自動装填小銃）、Selbstlader mit Kurzpatrone 44（44年式短小弾自動装填銃）、Versuchsgerät 1-5（実験機材1-5）などと呼ばれた。
この銃はStG44突撃銃と同様の7.92x33mmクルツ弾を使用し、着脱式弾倉も同一の物（10発入り・30発入り）を使用した。バルニツケ・システムと呼ばれるガス遅延ブローバック機構を採用しており、この構造は後にH&K P7拳銃などで使用された。
VG-45の構造は、同時期の自動小銃よりも、むしろ自動拳銃や短機関銃（Maschinenpistole. マシーネンピストーレ）に近く、バレルジャケットの内側にはバレルを芯にする様にバネが内蔵されており、射撃時にはバレルジャケット全体が後退・前進する。銃尾部はファイアリングピンやエキストラクターと共にバレルジャケット後部に固定されている。銃の後端にある機関部はユニット化され、全体をレシーバーから取り外すことができる。機関部の上部はバレルジャケット後部のカバー兼ガイドとして機能し、下部にはハンマーやシア及びトリガーが組み込まれている。バレル先端近くには4つのガス孔が開けられ、ここから流入した発射ガスによってバレルジャケットの後退が阻止され、弾丸が銃口を離れてガス圧が低下するまではボルトの閉鎖が維持される。
VG-45は、基本的に半自動（セミオート。装填と排莢だけ自動で、一発ずつ引き金を引いて射撃する）だが、中には少数ながらセレクティブ・ファイア機構を搭載したものもあったとされる（「前期型は半自動（セミオート）だが、後期型は全自動（フルオート）も可能になった」という言い方もされる）。
バリエーションとして、前床にピストルグリップ状のフォアグリップが付き、後床の形状が微妙に違う、「MP508」も存在した。

## 戦後
ドイツの銃器メーカーであるSport-Systeme Dittrich社ではVG 1-5のクローン銃をBD 1-5の名称で製造し、提携先のHZA Kulmbach GmbH.を通じて販売している。半自動（セミオート）専用であり、フレームがステンレス製で、仕上げは（戦時末期の急造品ではないため当然であるが）オリジナルのVG 1-5よりも良い。